# Sergei Leonidowitsch Magnitski

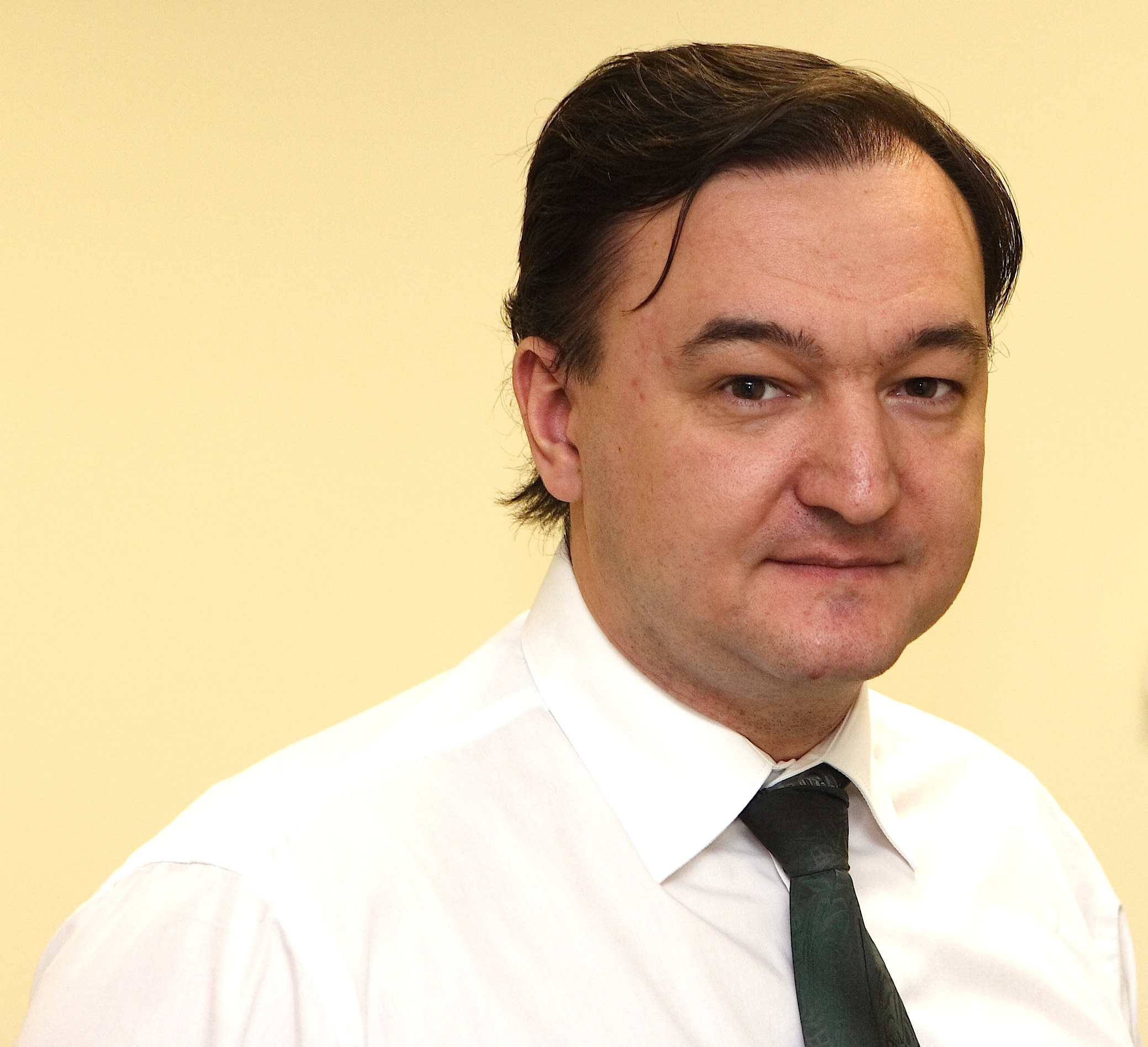
Sergei Magnitski (2006)

Sergei Leonidowitsch Magnitski (russisch Сергей Леонидович Магнитский; * 8. April 1972 in Odessa, Ukrainische SSR, Sowjetunion; † 16. November 2009 Moskau) war ein russischer Wirtschaftsprüfer.
Im Rahmen seiner Tätigkeit für das Unternehmen Hermitage Capital Management gab er den Anstoß für eine behördliche Untersuchung, die illegale Steuerrückerstattungen zugunsten korrupter Beamter im russischen Innenministerium aufklären sollte. Kurze Zeit später wurde er selbst der Mittäterschaft zur Steuerhinterziehung beschuldigt. Magnitski wurde im November 2008 verhaftet und starb etwa ein Jahr später im Moskauer Untersuchungsgefängnis Matrosskaja tischina an seinen verschärften Haftbedingungen.
Der Fall Magnitski belastete die Beziehungen zwischen den USA und Russland erheblich. Er wurde von einem russischen Gericht im Juli 2013 postum wegen Steuerhinterziehung schuldig gesprochen. In den zehn Jahren bis 2019 musste niemand in Russland die Verantwortung für den Tod übernehmen. Da der Prozess unfair und die medizinische Versorgung in der Haftanstalt unzureichend gewesen sei, verurteilte der Europäische Gerichtshof für Menschenrechte im Mai 2019 Russland zu einer Strafzahlung.

## Hintergrund
Die Hermitage Capital Management mit Sitz in Guernsey wurde 1996 von Edmond Safra und Bill Browder gegründet und war zeitweise einer der größten westlichen Investoren in Russland. Magnitski war als Wirtschaftsprüfer in der Moskauer Kanzlei Firestone Duncan beschäftigt, die für die Hermitage Capital auch als Wirtschaftsprüfungsgesellschaft tätig war. Laut Spiegel geht aus einer gerichtlichen Aussage unter Eid seines Auftraggebers Bill Browder im April 2015 hervor, dass Magnitski gar kein Rechtsanwalt war und auch über keine juristische Ausbildung verfügte. Nachdem der Fall internationale Bekanntheit erlangte, wurde Hermitage Capital in einem anderen Fall vom russischen Innenministerium der Steuerhinterziehung und des Steuerbetrugs angeklagt. In den Jahren seines Bestehens hatte Hermitage mehrfach Informationen über Korruption in staatlichen russischen Unternehmen und Behörden an die Presse geliefert. Dem Mitbegründer von Hermitage, Bill Browder, wurde im November 2005 die Wiedereinreise nach Russland verweigert.

## Der Fall „Magnitski“

### Vorgeschichte
Am 4. Juni 2007 wurden in Moskau das Büro der Hermitage Capital Management und das Büro der Anwaltskanzlei Firestone Duncan von einer 20-köpfigen Einheit des Oberstleutnants Artjom Kusnezow (Innenministerium) mit der Begründung durchsucht, es sei ein Verfahren wegen Steuerhinterziehung gegen eine mit Hermitage in Verbindung stehende Gesellschaft mit Namen Kameja anhängig. Dabei wurden unter anderem Firmenstempel und Gründungsdokumente der Tochtergesellschaften von Hermitage beschlagnahmt. Wie eine Nachfrage im Anschluss an eine Recherche von Firestone Duncan bei der Steuerbehörde ergab, wurde von deren Seite kein Verfahren gegen Kameja betrieben. Später zeigte sich, dass der Durchsuchungsbefehl jeder Rechtsgrundlage entbehrte und nur dem Vorwand diente, die Firmenstempel und Gründungsdokumente der Tochtergesellschaften von Hermitage zu beschlagnahmen und sie auf diese Weise handlungsunfähig zu machen.
In den darauf folgenden Wochen wurden durch Oberstleutnant Kusnezow weitere Informationen über Hermitage Capital von deren Kreditgebern (Banken: HSBC, Citibank, Credit Suisse und ING) unter dem Vorwand der angeblich gegen Kameja laufenden Ermittlungen wegen Steuerhinterziehung eingeholt. Von besonderem Interesse waren hierbei detaillierte Informationen zu allen russischen Tochterunternehmen von Hermitage Capital.
Am 27. Juli 2007 wurden drei Tochtergesellschaften (OOO RILEND, Moskau; OOO PARFENION, Moskau; OOO MAKHAON, Moskau, die größten Aktiva von Hermitage) beim zuständigen Sankt Petersburger Zivilgericht von einem bis dahin unbekannten Unternehmen mit Namen Logos Plus auf Schadensersatz verklagt. Gegenstand der Klage waren – wie sich erst später herausstellte – fingierte Verträge zwischen der Klägerin und Hermitage Capital, aus denen hervorging, dass Hermitage Capital sich verpflichtete, der Klägerin ein Aktienpaket zu verkaufen (u. a. von Gazprom). Dieser Vertrag war tatsächlich nicht erfüllt worden, weshalb das Gericht der Klage vorerst stattgegeben hatte. Kurze Zeit darauf wurde die Forderung von Vertretungsbevollmächtigten der Beklagten anerkannt.
Es stellte sich heraus, dass die drei Tochtergesellschaften kurz zuvor auf unrechtmäßige Weise den Eigentümer gewechselt hatten (der Name auf den Gründungsurkunden wurde entfernt und ein anderer aufgedruckt), und zwar genau zu der Zeit, als die originalen Gründungsdokumente und Firmenstempel polizeilich konfisziert waren und sich, laut Protokoll, in der Asservatenkammer befinden müssten. Der neue „Eigentümer“ mit Namen Wiktor Markelow – ein verurteilter Mörder – war bereits früher nach demselben Muster als Unternehmenseigentümer unter fragwürdigen Umständen in Erscheinung getreten. Markelow hatte die Unternehmen angewiesen, der Forderung stattzugeben (es ging um knapp 500 Millionen Dollar) und nicht in Berufung zu gehen. Merkwürdig war außerdem, dass beispielsweise die Firmenstempel, mit denen einige der Verträge abgestempelt waren, erst sechs Tage nach dem Unterzeichnungsdatum überhaupt angefertigt worden waren, sowie die Tatsache, dass einer der angeblichen „Geschäftspartner“ von Hermitage Capital sich mit einem Pass ausgewiesen hatte, der seit 2005 als gestohlen gemeldet war. Aufgrund dieser Vorkommnisse zog Hermitage alle seine Aktiva aus Russland zurück. In der darauf folgenden Untersuchung wurde außerdem festgestellt, dass alle gefälschten Verträge nur in der Zeit angefertigt werden konnten, als die dazu benötigten Stempel und anderes Material sich in der Asservatenkammer des Innenministeriums unter der Obhut von Major Pawel Karpow befunden hatten.

### Der Fall
Da es Hermitage innerhalb kürzester Zeit gelang, den Großteil seiner Aktiva außer Landes zu transferieren, war im ersten Anlauf nichts mehr zu holen. Die auf kriminelle Weise umregistrierten Unternehmen blieben unterdessen, weil sich die Untersuchung träge hinzog, in der Hand einer völlig fremden Person. Während dieser Zeit beantragten sie eine immense Steuerrückzahlung bei der Finanzbehörde des Moskauer Steuerbezirks 28. Über den Antrag hatte eine Beamtin namens Olga Stepanowa zu entscheiden. Die Rückzahlung belief sich insgesamt auf umgerechnet 230 Millionen Dollar und wurde überraschenderweise innerhalb eines einzigen Tages von der Behörde genehmigt. Normalerweise ziehen sich Summen dieser Größenordnung betreffende Entscheidungen wegen des gesetzlich vorgeschriebenen Auditing-Verfahrens über Jahre hin. Da Magnitskis Spezialgebiet Steuerrecht war und er für seinen Mandanten Hermitage Capital arbeitete, blieben ihm alle diese Vorgänge nicht verborgen. Darüber machte er bei der von ihm eingeleiteten behördlichen Untersuchung eine Zeugenaussage, in der er alle Namen und Fakten der illegalen Übernahme und der auf illegale Weise herbeigeführten Steuerrückerstattung angab. Allen voran beschuldigte er Oberstleutnant Kusnezow, die illegale Übernahme und alles Weitere organisiert und durchgeführt zu haben. Kurze Zeit später wurde er selbst in einem anderen Fall angeklagt. Die Anklage lautete Steuerhinterziehung und Beihilfe, die er dabei dem Hermitage-Eigentümer William Browder geleistet haben solle. Einige Zeit später wurde Magnitski am 24. November 2008 verhaftet und kam zur Untersuchungshaft in das Moskauer Butyrka-Gefängnis. Die Untersuchungshaft wurde damit begründet, dass Magnitski schon einmal ein Visum für Großbritannien beantragt habe, weshalb akute Fluchtgefahr bestehe. Oleg Logunow, stellvertretender Leiter der Untersuchungsabteilung des Innenministeriums, übergab Magnitskis Fall am 6. November 2008 zur Ermittlung an ebenjenen Oberstleutnant Kusnezow, der zuvor durch Magnitskis Aussage im Fall der kriminellen Übernahme von Hermitage Capital schwer belastet worden war.

### Haft und Tod

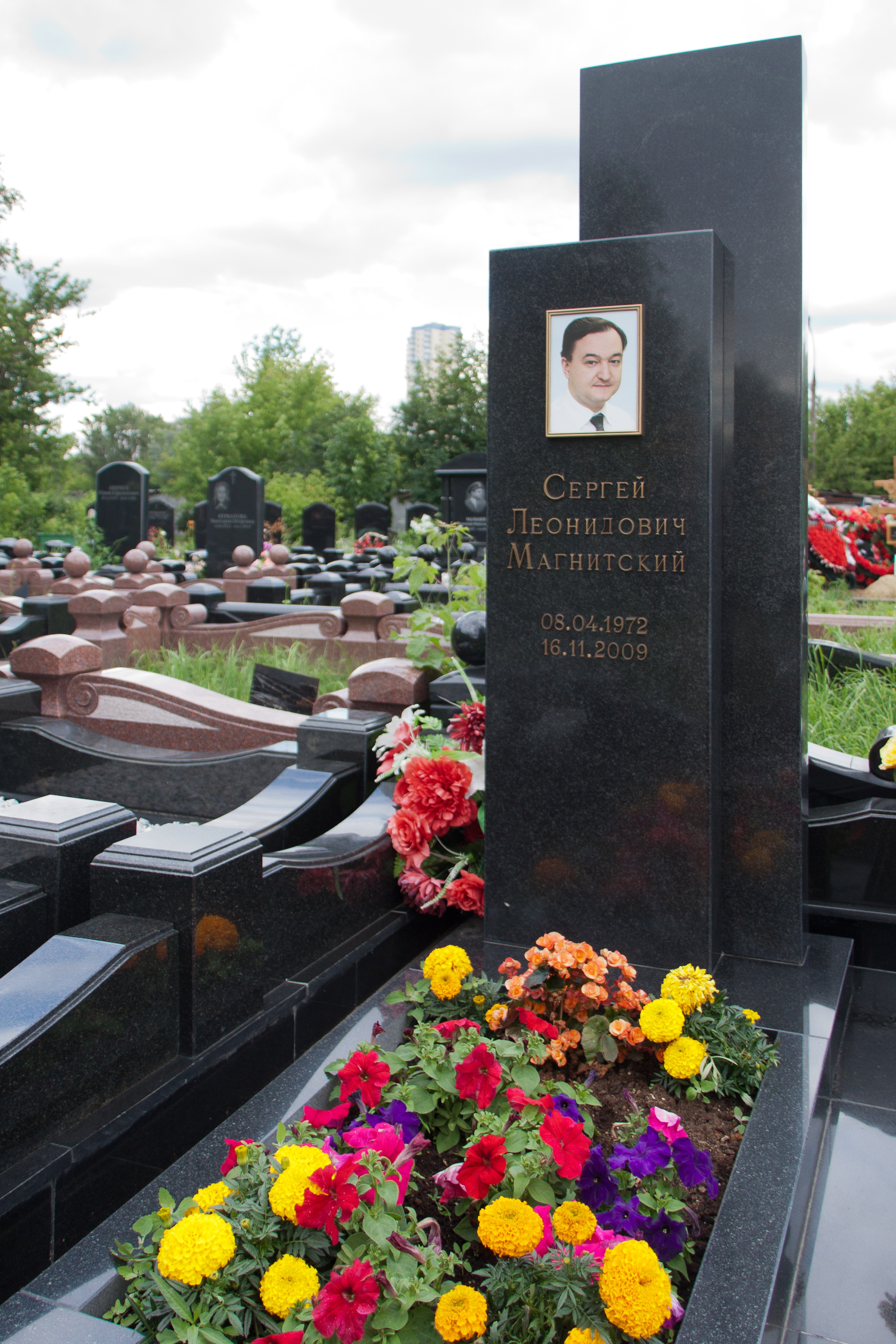
Das Grab Magnitskis am Friedhof Preobraschenskoje in Moskau

Zunächst wurde Magnitski im Moskauer Untersuchungsgefängnis Nummer 2, dem Butyrka-Gefängnis, inhaftiert. Während seiner Haft war er ständig wachsendem Druck und Misshandlungen seitens Kusnezows und Karpows ausgesetzt, die von ihm die Rücknahme seiner Zeugenaussage im Fall Hermitage forderten. Kontakte mit Angehörigen und Anwälten wurden behindert, Briefe gingen verloren. Auf Kusnezows Befehl wurde Magnitski regelmäßig von Zelle zu Zelle und von Gefängnis zu Gefängnis verlegt. Zuletzt erfolgte die Verlegung in die Haftanstalt Matrosenruhe.
Im November 2008 war Magnitski noch beschwerdefrei und – gemäß den schriftlichen Eintragungen in seinem Gefängnistagebuch – in gesundem Zustand inhaftiert worden. Während seiner Haft schrieb Magnitski 480 Beschwerdebriefe an unterschiedliche Behörden, unter anderem einen 40-seitigen Bericht an den Generalstaatsanwalt. In seinen Beschwerdebriefen beschrieb er die rechtswidrigen und menschenunwürdigen Umstände seiner Inhaftierung und seiner Haftbedingungen, darunter auch Folter: So durfte er zwei Wochen lang nicht duschen und wurde in eine Zelle verlegt, in welcher der Toilettenabfluss defekt war, so dass sich darin Fäkalien und Urin mehrere Zentimeter hoch ansammelten. Nach jedem Brief hätten die Schikanen gegen ihn zugenommen. Kein einziger seiner Briefe an die Behörden wurde beantwortet. Im Juli 2009 erhielt Magnitski nach neun Monaten Haft, trotz vorheriger Beschwerden, zum ersten Mal Zugang zu einem Arzt. Der Befund der Gefängnisärztin lautete: Pankreatitis, durch Konkrement ausgelöste Cholecystitis, Gallensteine. Unternommen wurde dagegen jedoch nichts. Jegliche Art von medizinischer Vorsorge wurde ihm während der gesamten Zeit der Inhaftierung verwehrt.
Insgesamt blieb Magnitski 358 Tage in Haft und starb schließlich am 16. November 2009 in einer Isolationszelle, während Sanitäter nicht vorgelassen wurden. Er starb damit sieben Tage vor Ablauf der einjährigen Untersuchungshaft (nach russischem Recht ist ein Jahr die maximale Zeit, in der ein Häftling ohne Anklage inhaftiert bleiben kann; danach muss er entweder freigelassen oder angeklagt werden). Es wird angenommen, dass er von den Wärtern zu Tode geprügelt wurde. Nach seinem Tod wurde von den Behörden Pankreatitis als offizielle Todesursache genannt. Später wurde dies korrigiert und als Ursache „Herzinfarkt“ angegeben. Die Durchführung einer Obduktion lehnten die russischen Vollzugsbehörden ab.
Im November 2018 behauptete die Staatsanwaltschaft, Magnitski sei vergiftet worden. Zu sehen war diese Kehrtwende im Zusammenhang mit der Befürchtung neuer Ermittlungen im Falle des in London vergifteten Alexander Perepelichny.

### Auswirkungen

#### National
Im November 2009 kam es zu einer behördlichen Untersuchung der Vorfälle, die jedoch nicht aufgrund der verzweifelten Anzeigeversuche Magnitskis, sondern auf Befehl des damaligen Präsidenten, Dmitri Medwedew, veranlasst wurde. Auch wurden ungefähr 20 Beamte des Justizvollzugsapparats per Präsidentenerlass aus dem Dienst entlassen und zwei Gefängnisärzte angeklagt. Unbequellten Angaben zufolge beriefen sich die zwei angeklagten Ärzte auf den Druck, der auf sie seitens des Ermittlers Oleg Siltschenko vom Innenministerium ausgeübt worden war. Dieser hatte im Fall angeblicher Steuerhinterziehung Magnitskis ermittelt. Die Untersuchungskommission sprach Siltschenko jedoch von jeder Schuld frei. Medwedew unterschrieb außerdem im Dezember 2009 einen Erlass, wonach die Untersuchungshaft nicht gegen Personen durchgesetzt werden kann, bei denen ein Ermittlungsverfahren wegen des Verdachts der Steuerhinterziehung läuft.
Am 25. Juni 2010 berichtete der Moskauer Radiosender Echo Moskwy (Эхо Москвы, dt. Echo Moskaus) über den Beginn der Ermittlungen der Dienstaufsicht des russischen Innenministeriums im Fall Artjom Kusnezow, der bis dahin weder angeklagt noch suspendiert worden war. Untersucht wurde die Rechtmäßigkeit seines Haftbefehls gegen Magnitski. Die Untersuchung wurde auf die Anzeige von Jamison Firestone hin eingeleitet, eines ehemaligen Kollegen Magnitskis.
Die an den Geschehnissen beteiligten Beamten, Staatsanwälte und Richter verblieben weiterhin in ihren Positionen. Der russische Investigativjournalist Roman Anin berichtete ab dem Jahr 2011 mehrmals in der Nowaja gaseta, dass die illegalen Steuerrückerstattungen zugunsten korrupter Beamter im russischen Innenministerium auch nach dem Tod von Magnitski weitergingen. Für diese Berichte wurde Anin im Jahr 2013 mit dem Knight International Journalism Award der NPO International Center for Journalists (ICFJ) ausgezeichnet.
Im Juli 2012 wurde letztlich gegen den damaligen Vizechef des Untersuchungsgefängnisses Butyrka, Dmitri Kratow, Anklage wegen Verletzung seiner Amtspflichten erhoben. Kratow wurde allerdings im Dezember 2012 von einem Moskauer Gericht vom Vorwurf der Fahrlässigkeit freigesprochen. Die zwei Ärzte, die versäumt hatten, Magnitski zu untersuchen, sind bisher die einzigen beiden Offiziellen, die bestraft wurden. Einige andere wurden dagegen befördert. Am Tag der Urteilsverkündung unterzeichnete der russische Präsident Wladimir Putin das sogenannte Dima-Jakowlew-Gesetz, welches unter anderem ein Adoptionsverbot russischer Kinder für US-Staatsbürger vorsah und als Antwort auf die Sanktionen der US-Regierung gegen russische Beamte im Fall Magnitski betrachtet wurde.
Am 18. März 2013 teilten die russischen Justizbehörden mit, dass sie ihre Ermittlungen zum Tod von Magnitski endgültig eingestellt haben. Laut Ermittlungskomitee der russischen Staatsanwaltschaft gebe es keinerlei Beweise dafür, dass ein Verbrechen vorliege, bei Magnitski seien weder Spuren von Folter noch anderer physischer Gewalt gefunden worden. Diese Aussagen können aber anderweitig nicht bestätigt werden, da eine durch die Angehörigen beantragte Obduktion von Justizvollzugsbehörden untersagt worden war. In einem Interview mit dem Fernsehsender Rossija 1 bekräftigte Staatspräsident Wladimir Putin am 27. April 2013, dass der Fall Magnitski abgeschlossen sei. Laut Putin handele es sich zwar um „eine Tragödie“, es habe aber „keine böse Absicht und keine Fahrlässigkeit“ gegeben.
Das Strafverfahren gegen Sergej Magnitski und William Browder wegen Steuerhinterziehung wurde hingegen auch nach dem Tod von Magnitski weiter betrieben. Dmitri Medwedew, selbst Jurist, äußerte sich im Januar 2013 gegenüber CNN zu dem Verfahren so, dass es bei dem Prozess nicht darum gehe, einen toten Anwalt der Begehung von Straftaten zu beschuldigen. Jedoch gebe es im Strafprozessrecht Verfahren, die auch nach dem Tode eines Beteiligten zu Ende geführt werden müssten. Dies sei in jedem Land so. Er spielte auch die Bedeutung von Magnitski herunter und meinte, dass dieser nie gegen die Korruption gekämpft habe. „Er war ein gewöhnlicher Unternehmensberater, der lediglich seinem Arbeitgeber zu Diensten war“, schloss er seine Einschätzung von Magnitski mit Blick auf William Browder, den Chef von Hermitage Capital, der sich zu dieser Zeit bereits in London aufhielt, ab. Laut russischer Generalstaatsanwaltschaft geschah die Einbeziehung des Toten in den Prozess auch auf Wunsch der Familie von Magnitski, die seinen Namen von allen Vorwürfen reingewaschen sehen wolle. Die Witwe Natalija Scharikowa wies jedoch diese Darstellung als „eine Lüge“ zurück. Sie und Natalija Magnitskaja, Magniskis Mutter, wollten dies nicht. Scharikowa meinte, dem Innenministerium gehe es nur darum, Magnetski schuldig zu sprechen, und dass diese Verhandlung wohl kaum als Rehabilitationsprozess bezeichnet werden könne. Laut Anklage sollen Magnitski und Browder gemeinschaftlich 522 Millionen Rubel Steuern hinterzogen haben. Der Prozess begann am 25. Februar 2013. Am 5. März 2013 erklärte das russische Innenministerium, dass gegen Browder auch wegen gesetzeswidriger Aneignung von Gazprom-Aktien ermittelt werde, die russische Justiz habe vor, Browder zur internationalen Fahndung auszuschreiben, nachdem er offiziell angeklagt worden sei.
Am 11. Juli 2013 wurde Magnitski von einem Moskauer Gericht postum wegen Steuerbetrugs verurteilt. Browder wurde für schuldig befunden, rund 17 Millionen Dollar am Fiskus vorbeigeschleust zu haben, und in Abwesenheit zu neun Jahren Haft verurteilt. Browders Unternehmen wies in einer Pressemitteilung die Vorwürfe zurück und bezeichnete das Verfahren als Schauprozess. Im Jahr 2015 wurde Browder und 2017 der ehemalige Duma-Abgeordnete Dimitri Gudkow wegen Ehrverletzung gegenüber dem Ermittler Pawel Karpow von russischen Gerichten für schuldig befunden.
Der Antrag der russischen Behörden, Browder auf die internationale Fahndungsliste setzen zu lassen, wurde von Interpol abgewiesen. Die internationale Polizeiorganisation mit Sitz in Lyon erklärte, die Vorwürfe gegen Browder seien politisch motiviert und widersprächen den Regeln von Interpol. Das russische Innenministerium reagierte empört und bezeichnete seinerseits wiederum die Entscheidung Interpols als nicht nachvollziehbar und politisch motiviert.

#### International
2010 forderte US-Außenministerin Hillary Clinton Russland auf, die für den Tod verantwortlichen Amtsträger vor Gericht zu bringen. Im selben Jahr erstellten die niederländischen Filmproduzenten Hans Hermans und Martin Maat einen Dokumentarfilm über den Fall Magnitski mit dem Titel Justice for Sergei.
Nachdem bereits im Jahre 2011 das US-Außenministerium russischen Amtsträgern die Einreiseerlaubnis in die USA entzogen hatte und ihr Vermögen und ihre Konten in den USA gesperrt hatte, erließ im Dezember 2012 der Kongress der Vereinigten Staaten den Russia and Moldova Jackson-Vanik repeal and Sergei Magnitsky rule of law accountability act of 2012, auch als Magnitsky Act bekannt. Mit der Unterzeichnung durch Präsident Obama am 14. Dezember 2012 erhielten die gegen die russischen Beamten verhängten Sanktionen so Gesetzeskraft. Die Liste mit den Namen dieser Beamten wird auch als „Magnitski-Liste“ bezeichnet. Britische Parlamentarier diskutierten Ende 2012 über ein ähnliches Gesetz für Großbritannien.
Russland beantwortete den Schritt der USA mit einem Adoptionsverbot für russische Waisenkinder durch amerikanische Staatsbürger. Das entsprechende Gesetz wird in Russland offiziell als „Dima-Jakowlew-Gesetz“ bezeichnet, benannt nach einem russischen Waisenjungen, der in den USA gestorben war, weil sein Adoptivvater ihn bei großer Hitze in einem Auto eingeschlossen hatte. Die USA veröffentlichten am 12. April 2013 eine Liste von 18 Personen, für die fortan ein US-Einreiseverbot gilt, hierunter stehen 16 Personen in unmittelbarer Verbindung mit dem Fall Magnitski. Russland veröffentlichte daraufhin am 13. April eine Liste mit den Namen von 18 Bürgern der USA, die nicht mehr nach Russland einreisen dürfen, darunter David Addington, der als Mitarbeiter des ehemaligen US-Vizepräsidenten Dick Cheney als einer der Hauptverantwortlichen für die Folterprogramme der Bush-Regierung angesehen wird, sowie Geoffrey D. Miller, ehemaliger US-amerikanischer Kommandeur des Abu-Ghuraib-Gefängnisses im Irak und des Gefangenenlagers Guantánamo auf Kuba.
Im März 2013 hatte sich Natalija Scharikowa, die Witwe von Magnitski, zu Prozessbeginn britischen Medien gegenüber dafür ausgesprochen, in Großbritannien ein Gesetz nach US-Vorbild („Magnitsky Act“) vorzubereiten, um seinen Tätern öffentlich die Einreise in das Vereinigte Königreich zu verbieten. Am 9. Juli 2013 berichteten britische Medien, das Innenministerium habe sechzig russischen Beamten im Zusammenhang mit dem Fall Magnitski die Einreise nach Großbritannien verboten. Russische Medien berichteten am selben Tag, dass Russland bislang noch keine offizielle Mitteilung eines Einreiseverbots für bestimmte russische Beamte aus Großbritannien erhalten habe. Noch im September 2012 hatte die britische Regierung Moskau versichert, dass es für die russischen Beamten, die mit dem Magnitski-Fall in Verbindung gebracht würden, kein generelles Einreiseverbot nach Großbritannien geben werde. Im November 2014 beklagten sich britische Parlamentsabgeordnete, dass sie immer noch darauf warten würden, dass David Cameron Maßnahmen gegen die russischen Bürger ergreife, die mit den Fall in Verbindung gebracht würden.
Mit Gültigkeit ab 2018 waren im November 2017 in Litauen Einreisesperren für 49 russische Funktionäre wegen mutmaßlicher Menschenrechtsverstöße, Geldwäsche und Korruption ausgesprochen worden, welche als Reaktion auf den Magnitski-Fall gelten. Litauen ist nach den USA, Kanada und Estland das vierte Land mit einem derartigen Gesetz.
Im Mai 2019 stellte man allerdings fest, dass die Einreisesperren nur begrenzt effektiv waren und der eigentlich gesperrte Anwalt Andrei Pawlow nach Verhängung seiner Sperre mehr als 70 mal in diverse EU-Länder gereist war.

#### Europarat
Im Auftrag der Parlamentarischen Versammlung des Europarates erstellte der Schweizer Politiker Andreas Gross einen Bericht über den Fall Magnitski. Bei der öffentlichen Vorstellung des Berichtes am 25. Juni 2013 bezeichnete Gross die Ermittlungen der russischen Behörden als widersprüchlich, die vorgelegten Beweise gegen Magnitski seien nicht überzeugend. Die Todesumstände Magnitskis seien als „Verstoß gegen das russische Gesetz und die Europäische Konvention über Menschenrechte“ anzusehen. In einem Interview gab Gross an, er sei überzeugt, dass Magnitski „einem Unrecht auf die Spur kam und deshalb selber Opfer eines Unrechts wurde“. Am 28. Januar des darauffolgenden Jahres (2014) hat der Europarat die Resolution 1966 verabschiedet, in der er den Mitgliedstaaten des Europarats empfiehlt, ähnliche Sanktionen gegen die an dem Fall beteiligten Personen zu verhängen wie die USA.

### Rezeption

#### Ausstellung im Mauermuseum – Museum Haus am Checkpoint Charlie
Die Dauerausstellung „Sergei Magnitsky – Ein Zeugnis für russische Justiz und Demokratie“ wurde 2011 im Mauermuseum am Checkpoint Charlie eröffnet.

#### „Eine Stunde und achtzehn Minuten“
Regisseur Michail Jurewitsch Ugarow und Drehbuchautorin Elena Anatolievna Gremina inszenierten 2010 im Theaterstück „Eine Stunde und achtzehn Minuten“ eine Art Prozess gegen Ermittler, Staatsanwälte, Richter und Ärzte von Untersuchungshaftanstalten. Teil des Stücks sind Diskussionen des Publikums mit den Schauspielern nach dem zweiten Akt. Bei einer Aufführung 2019 befand die Journalistin Soja Swetowa, es hätte sich im russischen Strafvollzug in 10 Jahren kaum etwas geändert. Die Mutter Magnitskis sagte zu jenem Anlass, sie sei „stolz darauf, dass mein Sohn ein Mensch geblieben ist. Ich bin stolz darauf, dass niemand ihm Vorwürfe machen kann, dass er jemanden betrogen hat. (…) Sergei glaubte, dass Gesetze eingehalten werden könnten. Dies war leider nicht der Fall. “
Das vom Ehepaar Ugarow/Gremnia geführte Theater Teatr.doc  wurde 2015 von den Behörden schikaniert, die Eheleute starben 2018 beide innert 6 Wochen durch Herzinfarkte. Der Anwalt der Familie Magnitski hatte noch im Jahr 2017, nach einem eigenen Sturz von einem Balkon im vierten Stock, an welchen er sich nicht erinnern kann, davon gesprochen, dass es bis dahin 8 mit dem Fall verbundene mysteriöse Todesfälle gegeben habe.

#### ARTE-Dokumentation „Der Fall Magnitski“
Der Fall Magnitski (endgültiger Name: Magnitsky Act – Hinter den Kulissen) ist ein Dokumentarfilm aus dem Jahre 2016 des russischen Regisseurs Andrei Nekrassow. Der für ZDF und ARTE gedrehte Film hinterfragte in der Endfassung die Darstellung von Magnitski als Opfer der russischen Justiz. Noch vor der Erstausstrahlung gingen bei ZDF und ARTE Schreiben ein, u. a. von Browder, mit einer Liste sachlicher Fehler des Films und einer Warnung vor rechtlichen Folgen im Falle absichtlicher Veröffentlichung falscher Informationen.

##### Kritik
Der Berichterstatter der Parlamentarischen Versammlung des Europarats, Andreas Gross, empörte sich darüber, dass im sogenannten Dokumentarfilm Unwahrheit verbreitet werde, und bezichtigte Nekrassow der Manipulation. Die ganze These Nekrassows beruhe auf der einzigen, „nachweislich unwahren Behauptung, Magnitski habe die Polizisten gar nicht beschuldigt“. Auch die Grünen-Politikerin Marieluise Beck übte in einem Interview Kritik an Nekrassows Recherchemethoden. Der stellvertretende Vorsitzende des Menschenrechtsausschusses des Europarats Bernd Fabritius nannte zentrale Aussagen „eklatant wahrheitswidrig“ und verwies auf eigenständige Ermittlungen des Europarats sowie auf offizielle Vernehmungsprotokolle.
In seinem Film stellte Nekrassow die These auf, dass Magnitski nicht, wie dies in den oppositionellen Medien rezipiert worden war, im Gefängnis ermordet worden sei, weil er schmutzigen Geschäften russischer Behörden auf die Spur gekommen sei. Vielmehr sei Magnitski deshalb in Haft geraten, weil er in dubiose Geschäfte seines US-amerikanischen Arbeitgebers Bill Browder verwickelt gewesen sei. Er sei auch nicht vorsätzlich umgebracht, sondern nur in Folge der entsetzlichen Haftbedingungen tragisch ums Leben gekommen, und da sei Magnitski „kein Einzelfall“. Die Darstellung in Nekrassows Film löste Empörung bei Browder und der Familie Magnitskis aus. Die Familie beklagte weiterhin, dass Nekrassow sein unter tatsachenwidrigen Behauptungen erschlichenes Material entgegen dem Verbot der Familie in den Film eingebracht habe.
Auch die russische Zeitung Nowaja gaseta bezichtigte Nekrassow der Falschbehauptungen und fasste sein Werk zusammen: „In diesem Film gibt es zwei Begräbnisse – das zweite ist die Glaubwürdigkeit Nekrassows.“